# Hälso- och sjukvård i Sverige

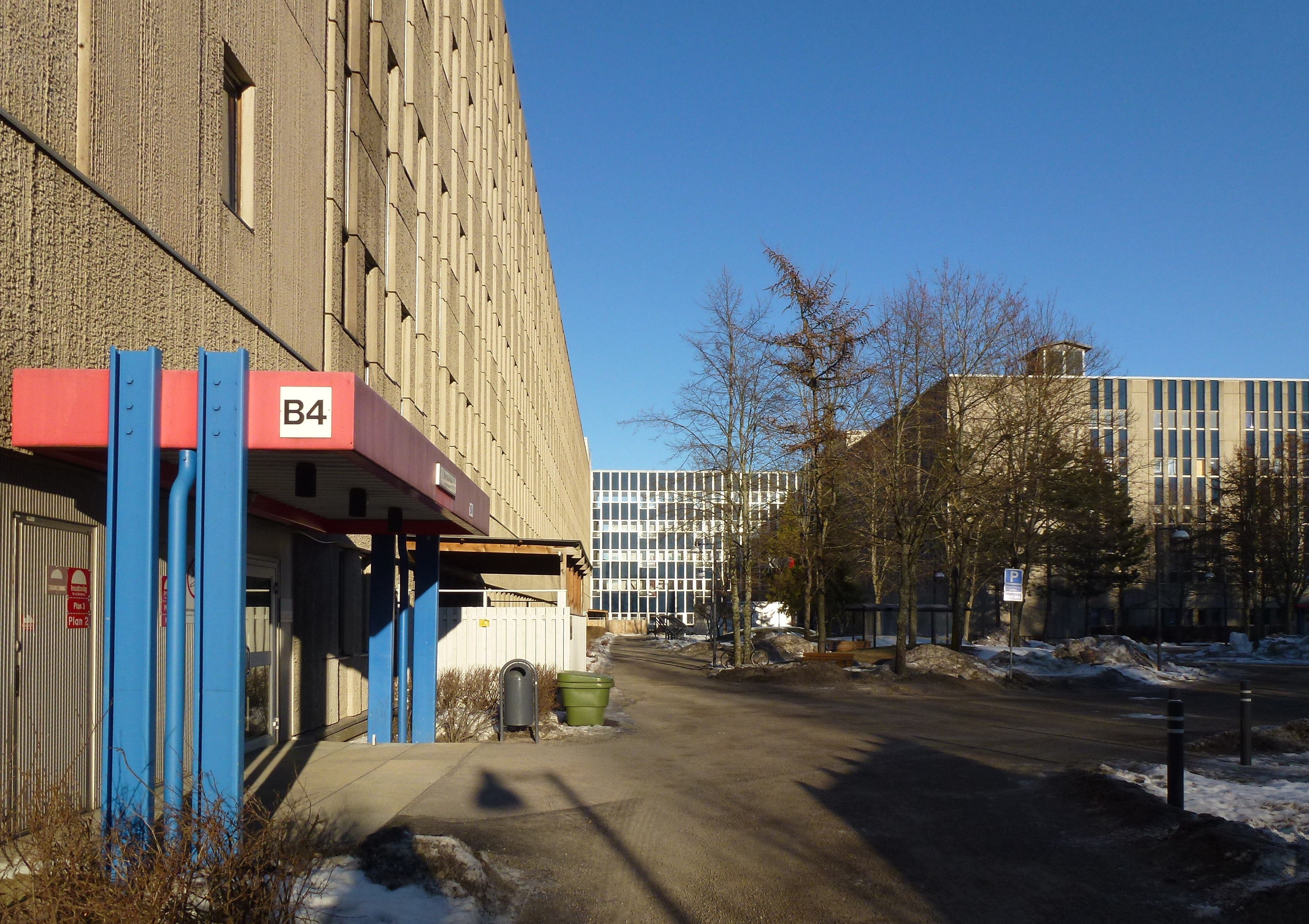
Karolinska Universitetssjukhuset, Huddinge.

I Sverige bedrivs sjukvården främst av regionerna (tidigare kallade landsting) som har ett generellt ansvar och mandat att bedriva omfattande sjukvårdsverksamhet inom ramen för Hälso- och sjukvårdslagen. Kommunerna bedriver även sjukvårdsverksamhet inom avgränsade ansvarsområden, t. ex. hemsjukvård samt vård och behandling på äldreboenden.
Enligt generell princip är nästan all information som inhämtas av sjukvården om den enskilde patienten och som nedtecknas i sjukvårdens journalsystem belagd med sekretess. Det innebär att informationen bara får hanteras av vården i den utsträckning som behövs för vård av patienten eller som i övrigt tillåts enligt lag. Informationen i patientjournalen får bara utlämnas till patienten, vidarebefordras enligt lag eller annars lämnas ut till tredje part med patientens medgivande. Sjukvårdssekretessen regleras i Offentlighets- och sekretesslagen samt patientdatalagen.
Den övergripande samordningen av sjukvården mellan regioner och kommuner sker delvis genom samarbetsorganisationen SKR (tidigare SKL).

## Allmänt
Sjukvård bedrivs som öppenvård eller slutenvård. 
Vid öppenvård undersöks och behandlas patienten på en mottagning, antingen på en primärvårdsmottagning eller en specialistvårdsmottagning. Slutenvård avser vård där patienten är inskriven på en avdelning.

## Ledning

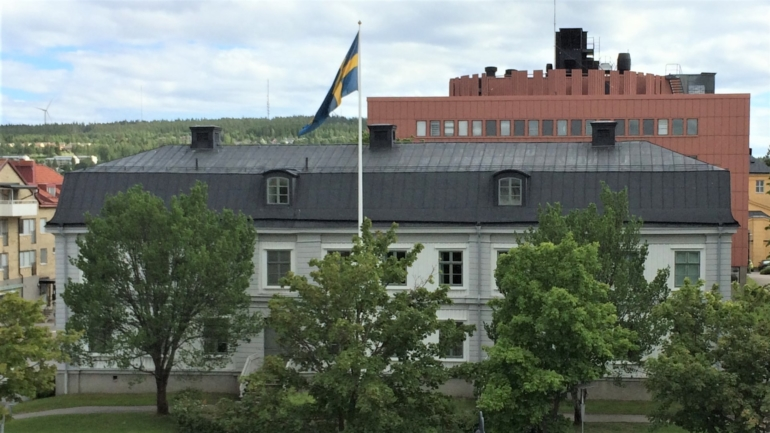
Härnösands gamla lasarett med sammanträdessal för regionfullmäktige Västernorrland

### Politiskt ledning
Regionfullmäktige beslutar om den omfattning som vården skall ha inom regionen och fastställer kostnaden för den beställda vården. Vården styrs politiskt av dessa genom val tillsatta ledamöter i regionfullmäktige och verksamheten i politiskt kontrollerade nämnder.

### Administrativ ledning
Det administrativa ansvaret för sjukvårdens utförande ligger på en hierarkiskt utformad tjänstemannaorganisation ledd av en regiondirektör. Detta ledningssystem har enligt 3 kap. SOFS 2011:9 på vårdgivarens uppdrag ansvar att planera, leda, kontrollera, följa upp, utvärdera och förbättra verksamheten. Ledningssystemet har också ansvar för att hantera klagomål och interna utredningar angående vårdskador.

### Ledning på verksamhetsnivå
Varje enskild verksamhet eller enhet i organisationen leds av en verksamhetschef eller enhetschef med eller utan egen medicinsk examen. Verksamhetschefens arbetsuppgifter är huvudsakligen administrativa, men det föreligger i regel ett medicinsk ledningsansvar. Saknar verksamhetschefen medicinsk kompetens delegeras det medicinska ledningsansvaret i regel till en överläkare inom regionstyrd vård eller en medicinskt ansvarig sjuksköterska (MAS) inom kommunal vård. Verksamhetschefen för en psykiatrisk verksamhet är alltid specialist inom en psykiatrisk specialitet och benämns chefsöverläkare.

## Omfattning och finansiering
Sjukvården i Sverige är offentligt finansierad och omfattas av högkostnadsskyddet. Patienten betalar i regel bara en symbolisk patientavgift och när taket i högkostnadsskyddet är uppnått behöver patienten inte betala ytterligare patientavgifter så länge frikortet är giltigt. Den resterande kostnaden finansieras huvudsakligen av skattemedel, regionskatten varierar mellan ungefär 11 och 12 kronor per 100 kronor intjänad lön beroende på region.

### Tandvård
Tandvård i Sverige omfattas inte av samma gemensamma finansiering som övrig sjukvård, men är avgiftsfri åtminstone fram till det år patienten fyller 24 år. Därefter subventioneras tandvården automatiskt genom ett allmänt tandvårdsbidrag (ATB), för patienter med vissa åkommor genom det särskilda tandvårdsbidraget (STB - kräver läkarintyg) och omfattas av ett eget högkostnadsskydd.

### Privata alternativ
Det förekommer också olika privata alternativ. Dels privata mottagningar som är anslutna till regionernas vårdval och finansieras med skattemedel enligt samma principer som offentliga vårdenheter. Dels kan vården finansieras privat av patienten själv eller genom privata sjukvårdsförsäkringar som tecknats av patienten själv eller dennes arbetsgivare. Både privata och offentliga utförare kan acceptera patienter med privat finansiering och försäkringar. Hanteringen av privat försäkrade patienter har kritiserats för att ge oetisk och olaglig förtur före resten av befolkningen. Cirka 680.000 svenskar hade i november 2020 någon form av privat sjukvårdsförsäkring.
Svenska Vård är en branschorganisation för svenska vårdföretag.

## Utveckling och utmaningar

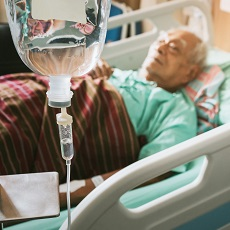
Patient med blodförgiftning får antibiotika

### Minskat behov av slutenvård
I takt med den tekniska utvecklingen på vårdområdet har behovet av slutenvård minskat. Möjlighet till tidig hemgång från BB, aktiv fysioterapeutisk behandling efter ledprotesoperationer, och polikliniska gråstarrsoperationer är några olika exempel på policy- och teknikframsteg som minskat behovet av slutenvård. Delar av den slutenvård man förr i tiden ansåg som nödvändig har senare visat sig vara skadlig, delvis genom överdriven immobilisering med tillbakabildning av muskulatur och ökad risk för blodproppar som följd.
Många enklare undersökningar och behandlingar kan numera utföras inom primärvården. Hemsjukvården har ökat patientens möjlighet till vård i hemmet genom att erbjuda provtagning och intravenös behandling med hjälp av distriktssköterskor. Likaså har många njursjuka fått dialysapparater som de sköter själva.

### Överbeläggningar
Trots minskat behov av slutenvård har det samtidigt minskande antalet vårdplatser gjort att överbeläggningar är ett kroniskt problem inom slutenvården. Under 2018 var den genomsnittliga överbeläggningsgraden i landet 4,8-5,0 per 100 vårdplatser inom somatisk slutenvård, jämfört med 2,6-2,8 per 100 vårdplatser fem år tidigare, närmast en fördubbling. Region Västra Götaland nådde en toppnotering på 9,8 överbeläggningar per 100 disponibla vårdplatser under sommarmånaderna 2019.

### Personalbehov
Regionernas personalstyrka har blivit större mellan 2010 och 2022.  Men trots detta råder brist på personal inom 14 av vårdens 22 legitimationsyrken. Med anledning av detta och även bristen på undersköterskor beslutade regeringen 2019 om ett särskilt råd för att komma med förslag på lösningar. Samtliga 21 regioner rapporterade brist på specialistsjuksköterskor, 20 regioner rapporterade generell sjuksköterskebrist och 19 regioner rapporterade brist på barnmorskor. De personalkategorier som har vuxit snabbast sedan 2010 är chefer och central administration. 

### Kontinuitet
Att kontinuiteten brister i den svenska sjukvården har konstaterats i upprepade utredningar under 2010-talet, bland andra SOU 2016:2 och SOU 2019:29. I en ofta citerad forskningsartikel från 2003 föreslås en uppdelning i tre sorters kontinuitet: 
- Personlig kontinuitet: när patienten får träffa och etablera en relation med samma behandlare eller vårdteam
- Verksamhetskontinuitet: när insatserna mellan olika aktörer inom vård och omsorg samordnas
- Informationskontinuitet: när alla aktörer ska ha tillgång till komplett och överskådlig information om patientens historia och behov

Inspektionen för vård och omsorg konstaterar dock fortlöpande brister i samordningen vilket sänker kvaliteten i vården och skapar risker för patienten samt i vissa fall lägger bördan på anhöriga. Statens beredning för medicinsk och social utvärdering (SBU) har bedömt att samordningsproblemet uppstår särskilt för multisjuka äldre samt för barn och ungdomar i socialt utsatta uppväxtmiljöer. Kommunikationsproblem uppstår inte bara mellan kommuner och regioner utan även inom regionerna mellan specialistkliniker och mellan specialistvården och primärvården. Även den personliga kontinuiteten har av Myndigheten för vård- och omsorgsanalys bedömts som lägre i Sverige i jämförelse med många andra höginkomstländer. Både yrkes- och patientorganisationer har pekat på vikten av att öka den personliga kontinuiteten i vården.